# Hotel Celeia
Hotel Celeia je hotel s tremi zvezdicami v Celju. Leži na severovzhodnem robu središča mesta ob Mariborski cesti nasproti glavne avtobusne postaje ob nekdanji upravni stavbi podjetja Kovinotehna. Železniška postaja je od hotela oddaljena 500 m. Zgradili so ga leta 1962 po načrtih arhitekta Marijana Božiča.
Hotel se je sprva imenoval »Hotel Celeia«, leta 1998 pa ga je od podjetja Izletnik Celje odkupil gostinec Zvone-Anton Štorman in ga preimenoval v »Hotel Štorman«. V začetku leta 2014 je Štorman zaradi dolgov izgubil lastništvo, hotel pa je bil zaprt. Od dolžnika, podjetja KBM Leasing, ga je odkupilo podjetje Eurotas, ki je objekt zaseglo. Istega leta so hotelu vrnili nekdanje ime, ponovno obratovati je pričel avgusta tega leta. V letu 2015 je Štorman po sodni poti dosegel vrnitev hotela; ker je medtem njegovo podjetje pristalo v stečaju, ga je prevzela njegova stečajna upraviteljica.

## Galerija
- Hotelska restavracija leta 1962.
- Hotelska kuhinja leta 1962.
- Recepcija leta 1962.
- Natakarji leta 1962.